# Fanboys
Fanboys is een Amerikaanse komische film uit 2009 onder de regie van Kyle Newman met in de hoofdrollen Sam Huntington en Chris Marquette.

## Verhaal
31 oktober 1998, Eric Bottler (Sam Huntington) wordt herenigd met zijn oude middelbareschoolvrienden Linus (Chris Marquette), Hutch (Dan Fogler), Windows (Jay Baruchel) en Zoe (Kristen Bell) op een feestje. Er heerst echter spanning tussen Eric en zijn vrienden, aangezien Eric de enige is die verder is gegaan met zijn leven na de middelbare school. Eric is nu een succesvolle autoverkoper en het enige dat hij nog gemeen heeft met zijn oude vrienden is de liefde voor Star Wars. Ongeacht hun gezamenlijke liefde voor Star Wars loopt hun hereniging niet goed af.
De volgende dag bezoeken Hutch en Windows, Eric op zijn werk en ze informeren hem dat Linus kanker heeft. De artsen schatten dat hij slechts vier maanden te leven heeft; het probleem is dat Episode I binnen 6 maanden uitkomt. Om vrede met zijn voormalige beste vriend te sluiten besluit Eric om mee te gaan op hun missie om Skywalker Ranch te infiltreren. Ze beginnen hun reis richting Texas, waar ze een ontmoeting hebben met de internet persona “Rogue Leader”, die informatie schijnt te bezitten over de Skywalker Ranch. Terwijl iedereen slaapt, besluit Hutch echter een omweg te maken naar Riverside, Iowa (de toekomstige geboorteplaats van Captain James T. Kirk) om een confrontatie aan te gaan met Trekkies. Ze komen daar Admiraal Seasholtz (Seth Rogen) tegen. Tijdens een escalerende ruzie beledigt Seasholtz Han Solo, waarop Hutch reageert met het vernietigen van een Captain Kirk- en Khan-standbeeld.
Tijdens hun ontsnapping uit Riverside raakt hun bus beschadigd. Wanneer ze op zoek gaan naar hulp, stuiten ze op een biker bar. Eenmaal binnen vragen ze om hulp en een glas water dat 100 dollar schijnt te kosten. Hutch weigert te betalen en probeert zich te presenteren als een stoere vent die net uit de gevangenis is. Ze komen er dan achter dat ze in een homobar zitten. Om te betalen voor het drankje worden ze gedwongen om te strippen. "The Chief" (Danny Trejo) besluit uiteindelijk hun busje te repareren.
Eindelijk aangekomen in Texas ontmoeten ze Rogue Leader. Die blijkt een 10-jarig meisje (Allie Grant) te zijn. De groep ontmoet ook Harry Knowles (Ethan Suplee), die valt de jongens aan en vertelt aan Windows dat hij nooit meer met zijn nicht, Rogue Leader, mag praten. Nadat ze aan Harry bewijzen dat ze echte fanboys zijn, geeft hij ze de informatie van zijn contacten die weten hoe je succesvol kan inbreken in de Skywalker Ranch. Onderweg naar Las Vegas, waar de contactpersoon zich bevindt, worden ze echter gearresteerd, omdat ze op de vlucht zijn geslagen voor een politie-auto. Zoe komt ze redden uit de gevangenis, en begeleidt hen verder op hun reis. Eenmaal in Las Vegas ontdekken ze dat de contactpersoon niemand minder is dan William Shatner. Wanneer ze de informatie hebben en klaar zijn om te vertrekken, komen ze Seasholtz en zijn Trekkie vrienden tegen, die in Las Vegas waren voor een Star Trek-conventie.
Ze slagen erin om te ontsnappen, maar Linus raakt gewond. Eenmaal in het ziekenhuis aangekomen wordt Linus geïnformeerd dat hij terug naar huis moet omwille van zijn gezondheid. Eric weigert op te geven en inspireert de bende om door te gaan met hun plan. De groep verlaat het ziekenhuis en haalt het tot Skywalker Ranch. Kort na het inbreken in de Ranch en zich vergapen aan de collectie van originele rekwisieten en kostuums worden ze ontdekt door de bewakers. Het hoofd van de Veiligheidsraad (Danny R. McBride) vertelt hun van hun naderend onheil, tot hij een telefoontje krijgt van George Lucas. Lucas vertelt hem dat hij alle aanklachten zal intrekken, als ze kunnen bewijzen dat ze echte "fanboys" zijn. Nadat ze zich bewijzen, besluit Lucas om Linus de film alleen te laten kijken, terwijl zijn vrienden buiten wachten.
19 mei 1999, Hutch komt in het theater met binnengesmokkeld bier dat ze gebruiken om te proosten op hun vriend Linus als Episode I begint. De film sluit met een laatste opmerking van Eric: "Wat als de film zuigt?"

## Rolverdeling
| Acteur               | Personage                 |
| -------------------- | ------------------------- |
| Sam Huntington       | Eric Bottler              |
| Chris Marquette      | Linus                     |
| Dan Fogler           | Hutch                     |
| Jay Baruchel         | Windows                   |
| Kristen Bell         | Zoe                       |
| David Denman         | Chaz Bottler              |
| Christopher McDonald | Big Chuck                 |
| Charlie B. Brown     | Myron                     |
| Seth Rogen           | Admiral Seasholtz / Roach |
| Danny Trejo          | The Chief                 |

## Ontvangst
Rotten Tomatoes gaf de film een score van 32% gebaseerd op 87 reviews, Metacritic gaf de film een score van 45 gebaseerd op 24 reviews.